# Aleksandar Rašić
Aleksandar Rašić, en Serbio:Александар Рашић (nacido el 16 de marzo de 1984 en Šabac, Serbia) es un jugador de baloncesto serbio. Con 1.95 de estatura, su puesto natural en la cancha es el de base.

## Trayectoria
- KK Borac Čačak  (2003-2004)
- Reflex Belgrado (2004-2005)
- FMP Železnik (2005-2007)
- Efes Pilsen (2007)
- MBC Dinamo Moscú (2007)
- ALBA Berlín (2007-2008)
- KK Partizan (2008-2010)
- Trabzonspor Basketbol (2010-2011)
- Lietuvos Rytas (2011-2012)
- Mens Sana Siena (2012-2013)
- Aykon TED Kolejliler Ankara (2013-2014)
- Torku Konyaspor B.K.  (2014-2015)
- CSA Steaua București  (2015)
- Türk Telekom B.K.  (2015-2016)
- KK Mega Leks (2016)
- U-BT Cluj-Napoca (2016- )

## Palmarés
- Liga adriática: 3

FMP Železnik: 2006
KK Partizan: 2009, 2010
- Liga serbia: 2

KK Partizan: 2008-2009, 2009-2010
- Copa de Serbia: 2

KK Partizan: 2008-2009, 2009-2010
- Liga alemana: 1

ALBA Berlín: 2007-2008
- Liga italiana: 1

Mens Sana Siena: 2012-2013